# Melissano
Melissano là một đô thị và thị xã của Ý. Đô thị này thuộc tỉnh Lecce trong vùng Apulia. Melissano có diện tích 12 km2, dân số theo ước tính năm 2005 của Viện thống kê quốc gia Ý là 7495 người. 
Các đơn vị dân cư:
Đô thị Melissano giáp với các đô thị: